# حوض سنگی نجار
حوض سنگی نجار مربوط به دوره اشکانیان است و در شهرستان گیلانغرب، بخش مرکزی، دهستان دیره، ۲۰۰ متری غرب روستای نجار واقع شده و این اثر در تاریخ ۲۶ اسفند ۱۳۸۷ با شمارهٔ ثبت ۲۵۷۵۵ به‌عنوان یکی از آثار ملی ایران به ثبت رسیده است.